# Tokyo Mew Mew
Tokyo Mew Mew (jap. 東京ミュウミュウ Tōkyō Myū Myū) – manga z gatunku mahō-shōjo, napisana przez Reiko Yoshidę i narysowana przez Mię Ikumi. Manga była publikowana na łamach magazynu Nakayoshi w latach 2000-2003. Powstała także dwutomowa kontynuacja pt. Tokyo Mew Mew à la Mode, do której Mia Ikumi zarówno wykonała rysunki jak i napisała scenariusz. Z serią związane są także rozdziały Przygody mini Mew Mew oraz Czarna kotka z Tokio.

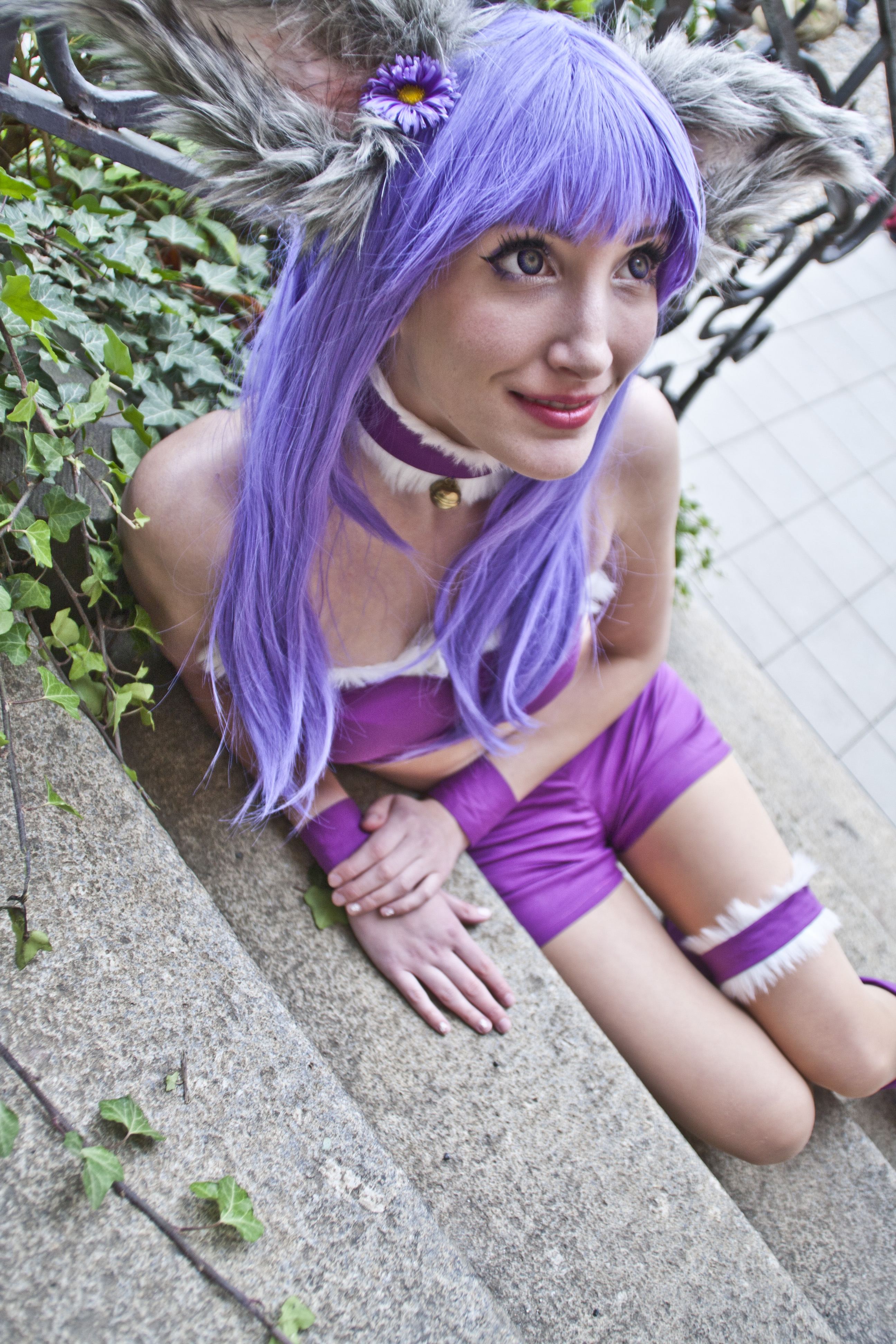
Cosplay postaci Zakuro Fujiwara

Fabuła skupia się na przygodach pięciu dziewcząt, których geny w zostały połączone z genami pięciu zagrożonych wyginięciem gatunków zwierząt: dzikiego kota z Iriomote (Ichigo Momomiya), loreczki białogardłej (Minto Aizawa), morświna bezpiórego (Retasu Midorikawa), marmozety lwiej (Purin Fon) i wilka szarego (Zakuro Fujiwara). 
Manga doczekała się dwóch adaptacji anime, jednej wyemitowanej w latach 2002–2003 i drugiej planowanej na 2022 rok.
W Polsce manga została wydana nakładem Japonica Polonica Fantastica.

## Fabuła
Trzynastoletniej Ichigo udaje umówić się na randkę z podziwianym przez wszystkie dziewczęta w szkole mistrzem kendo Aoyamą. Randkę przerywa jednak trzęsienie ziemi, w czasie którego Ichigo widzi dziwne światło. Chwile później do jej wnętrza wnika dziki kot z Iriomote. Następnego dnia okazuje się, że dziewczyna jest ciągle śpiąca i posiadła kocie zdolności, zdarza jej się miauczeć i zachowywać jak kot. Okazuje się, że może się transformować w Mew Ichigo, a od nowo poznanych mężczyzn: Ryō Shirogane i Kei'ichirō Akasaki dowiaduje się, że ma jeszcze cztery towarzyszki, każdą z genami innego zwierzęcia, a ich wspólnym zadaniem jest walka z chcącymi zawładnąć Ziemią kosmitami oraz tworzonymi przez nich chimera anima – zmutowanymi zwierzętami, roślinami i ludźmi. Ponadto ich zadaniem jest odnalezienie mistycznej, krystalicznie czystej wody zwanej Mew Aqua. Kosmici chcą zbudzić swego wielkiego mistrza – Deep Blue i odzyskać planetę, na której kiedyś żyli. W walce od pewnego momentu pomaga Mew Mew tajemniczy Błękitny Rycerz.
W kontynuacji Tokyo Mew Mew – Tokyo Mew Mew à la Mode, Ichigo i Aoyama wyjeżdżają na jakiś czas do Anglii. Wtedy miejsce liderki grupy zajmuje czasowo Berry Shirayuki, posiadająca geny górskiego kota Andean i królika Amami. W tej serii przeciwnikami Mew Mew są Rycerze Świętej Róży.

## Bohaterowie
- Ichigo Momomiya (jap. 桃宮 いちご Momomiya Ichigo)

Seiyū: Saki Nakajima  (2002) Seiyū: Yūki Tenma  (2022)
- Minto Aizawa (jap. 藍沢　みんと Aizawa Minto)

Seiyū: Yumi Kakazu  (2002) Seiyū: Mirai Hinata  (2022)
- Retasu Midorikawa (jap. 碧川　れたす Midorikawa Retasu)

Seiyū: Kumi Sakuma  (2002) Seiyū: Ryōko Jūni  (2022)
- Purin Fon (jap. 黄 歩鈴 Fon Purin)

Seiyū: Hisayo Mochizuki  (2002) Seiyū: Rian Toda  (2022)
- Zakuro Fujiwara (jap. 藤原　ざくろ Fujiwara Zakuro)

Seiyū: Junko Noda  (2002) Seiyū: Momoka Ishii  (2022)
- Masaya Aoyama (jap. 青山 雅也 Aoyama Masaya)

Seiyū: Megumi Ogata  (2002) Seiyū: Yūma Uchida  (2022)
- Ryō Shirogane (jap. 白金 稜 Shirogane Ryō)

Seiyū: Kōichi Tōchika  (2002) Seiyū: Yūichi Nakamura  (2022)
- Keiichirō Akasaka (jap. 赤坂 圭一郎 Akasaka Kei'ichirō)

Seiyū: Hikaru Midorikawa  (2002) Seiyū: Yusuke Shirai  (2022)
- Quiche (jap. キッシュ Kisshu)

Seiyū: Daisuke Sakaguchi  (2002)
- Masha (jap. マシャ)

Seiyū: Kaori Ishihara  (2022)

## Manga
Manga została napisana przez Reiko Yoshidę i zilustrowana przez Mię Ikumi. Była wydawana na łamach magazynu Nakayoshi od września 2000 do lutego 2003 roku. Wydawnictwo Kōdansha skompilowało 29 rozdziałów w siedem tankōbonów. Pierwszy z nich został wydany 2 lutego 2001 roku, a ostatni 2 kwietnia 2003 roku.
Wydano także sequel pt. Tokyo Mew Mew à la Mode, który był publikowany na łamach magazynu Nakayoshi od kwietnia 2003 roku do lutego 2004 roku, a następnie wydany w dwóch tomach. Sequel został napisany i zilustrowany przez Mię Ikumi.
W Polsce manga Tokyo Mew Mew została wydana nakładem wydawnictwa Japonica Polonica Fantastica. Sequela Tokyo Mew Mew à la Mode nie wydano w Polsce.

### Tokyo Mew Mew
| Nr                                                    | Język japoński  | Język japoński         | Język polski     | Język polski           |
| Nr                                                    | Data wydania    | ISBN                   | Data wydania     | ISBN                   |
| ----------------------------------------------------- | --------------- | ---------------------- | ---------------- | ---------------------- |
| 1                                                     | 2 lutego 2001   | ISBN 978-4-06-178955-5 | czerwiec 2005    | ISBN 83-7471-001-2     |
| 2                                                     | 4 lipca 2001    | ISBN 978-4-06-178965-4 | sierpień 2005    | ISBN 83-7471-002-0     |
| 3                                                     | 27 grudnia 2001 | ISBN 978-4-06-178981-4 | październik 2005 | ISBN 83-7471-003-9     |
| 4                                                     | 3 kwietnia 2002 | ISBN 978-4-06-178987-6 | grudzień 2005    | ISBN 83-7471-004-7     |
| Rozdział dodatkowy: Czarna kotka z Tokio              |                 |                        |                  |                        |
| 5                                                     | 2 sierpnia 2002 | ISBN 978-4-06-178995-1 | styczeń 2006     | ISBN 83-7471-005-5     |
| Rozdział dodatkowy: Przygody mini Mew Mew             |                 |                        |                  |                        |
| 6                                                     | 4 grudnia 2002  | ISBN 978-4-06-364006-9 | listopad 2006    | ISBN 83-7471-006-3     |
| Rozdział dodatkowy: Śpiąca królewna z Malinowego Lasu |                 |                        |                  |                        |
| 7                                                     | 2 kwietnia 2003 | ISBN 978-4-06-364017-5 | czerwiec 2007    | ISBN 978-83-74710-07-7 |
| Rozdział dodatkowy: Przygody mini Mew Mew             |                 |                        |                  |                        |

### Tokyo Mew Mew à la Mode
| Nr | Język japoński   | Język japoński         | Język polski | Język polski |
| Nr | Data wydania     | ISBN                   | Data wydania | ISBN         |
| -- | ---------------- | ---------------------- | ------------ | ------------ |
| 1  | 6 listopada 2003 | ISBN 978-4-06-364034-2 | —            |              |
| 2  | 6 kwietnia 2004  | ISBN 978-4-06-364046-5 | —            |              |

## Anime
Na podstawie mangi powstało anime, które składa się z 52 odcinków. Produkcją serii zajęło się studio Pierrot. Stanowisko reżysera objął Noriyuki Abe, za kompozycję serii odpowiadał Masashi Sogo, a za projekty postaci Mari Kitayama i Kōichi Usami. Muzykę skomponował Takayuki Negishi.
Seria została wyemitowana na kanale TV Tokyo od 6 kwietnia 2002 do 29 marca 2003.

### Wersja amerykańska
W lutym 2004 roku, 4Kids wykupiła licencję na emisję anime. Jednakże przed wyemitowaniem dokonała w niej wielu zmian, poczynając od samej nazwy – w Stanach Zjednoczonych anime znane jest pod nazwą Mew Mew Power. Inne zmiany dokonane w anime to również zmiana czołówki, imion bohaterów, ich wieku, oraz niektórych scen i elementów fabuły. Wyemitowano 23 odcinki na kanale 4Kids w stanach zjednoczonych oraz 26-odcinkową wersję w Kanadzie na kanale YTV. 4Kids nie udało się uzyskać licencji na pozostałe 26 odcinków, zatem seria pozostaje nieukończona. Wersja ta nie została też wydana na zewnętrznych nośnikach i udostępniona do sprzedaży. Wersja ta została natomiast wykupiona przez niektóre kraje, zamiast oryginalnej wersji japońskiej. Wersja ta istnieje również m.in. w językach francuskim i hiszpańskim. Czołówką tej wersji jest utwór Team Up! śpiewany przez Bree Sharp.

### Nowa adaptacja
2 kwietnia 2020 roku ogłoszono powstawanie nowej adaptacji mangi, która zostanie zatytułowana Tokyo Mew Mew New (jap. 東京ミュウミュウ にゅ～♡).
Reżyserem nowej adaptacji jest Takahiro Natori, a za produkcję serii odpowiadają studia Yumeta Company oraz Graphinica. Za kompozycję serii odpowiada Yuka Yamada, za projekty postaci Satoshi Ishino, a za reżyserię dźwięku odpowiada Toshiki Kameyama. Muzykę skomponował Yasuharu Takanashi.
22 lutego 2021 roku, podczas wirtualnego wydarzenia ogłoszono obsadę nowej serii, oraz że nowa seria zostanie wyemitowana w 2022 roku.
Seria miała swoją premierę 6 lipca 2022 i składa się z 12 odcinków.
Oficjalna strona serii ogłosiła we wrześniu 2022 roku, że zostanie wyprodukowana druga seria, która będzie mieć swoją premierę w kwietniu 2023 roku na TV Tokyo i jej stacjach pokrewnych.